# Igis
Igis est une localité et une ancienne commune suisse du canton des Grisons, située dans la région de Landquart.

## Histoire

Vue aérienne (1963).

Au 1er janvier 2012, elle a fusionné avec Mastrils pour former la nouvelle commune de Landquart.

## Culture et patrimoine

### Héraldique
| Blason | Blasonnement : D'argent au bouquetin saillant de sable lampassé et vilené de gueules tenant une torche de sable à la flamme du troisième. |